# Ali Osman Taha
Ali Osman Mohammed Taha (em árabe: علي عثمان محمد طه, também transliterado como "Othman" ou "Uthman") é um político sudanês e o primeiro vice-presidente do Sudão de 9 de julho de 2011 a 8 de dezembro de 2013. Foi ministro do exterior de 1995 a 1998, primeiro vice-presidente (1998-2005) e segundo vice-presidente do país (2005-2011).
Ali Osman Taha é, junto com John Garang, um dos co-arquitetos do Tratado de Naivasha - um acordo de paz assinado pelo governo do Sudão e os rebeldes do sul em 9 de janeiro de 2005, em Nairóbi, Quênia, que colocou fim a segunda guerra civil sudanesa.